# Olímpica (métro de Mexico)
Olímpica est une station de la Ligne B du métro de Mexico, dans les délégations Ecatepec et État de Mexico.

## Situation sur le réseau

Plan du métro.

Établie en surface, la station Olímpica, de la ligne B du métro de Mexico, est située entre la station Plaza Aragón, en direction du terminus nord Ciudad Azteca, et la station Ecatepec, en direction du terminus sud-ouest Buenavista,.
Elle dispose de deux voies et un quai central.

## Histoire
La station Olímpica est mise en service le 30 novembre 2000, lors de l'ouverture à l'exploitation de la du prolongement de la ligne B du métro de Mexico, long de 10,2 km entre l'ancien terminus Villa de Aragón et le nouveau terminus Ciudad Azteca. Elle est nommée en référence à la Colonia Olimpica de Ecatepec où elle se situe. Son emblème se compose des anneaux qui symbolisent le mouvement olympique international.